# Csurajevo (Miskinói járás)
Csurajevo (orosz betűkkel: Чураево, baskír nyelven: Сурай) falu Oroszországban, a Baskír Köztársaságban, a Miskinói járásban.

## Népesség
- 2002-ben 971 lakosa volt.
- 2010-ben 984 lakosa volt.